# Емцы (Харьковская область)
Емцы (укр. Ємці), село, 
Дергачевский городской совет,
Дергачёвский район,
Харьковская область.
Код КОАТУУ — 6322010103. Население по переписи 2001 года составляет 137 (61/76 м/ж) человек.

## Географическое положение
Село Емцы находится на правом берегу реки Лопань, выше по течению примыкает к сёлам Шелкоплясы и Безруки, ниже по течению в 2-х км — город Дергачи.
Вдоль русла реки проведено много ирригационных каналов, рядом проходит железная дорога, станция Безруковка (2 км), в 1,5 км проходит автомобильная дорога Т-2103.

## История
- 1680 - дата основания.